# Edwardsina nigra
Edwardsina nigra är en tvåvingeart som beskrevs av Edwards 1929. Edwardsina nigra ingår i släktet Edwardsina och familjen Blephariceridae. Inga underarter finns listade i Catalogue of Life.